# Brigitte Freyh
Brigitte Freyh, geb. Mayer (* 25. April 1924 in Ahrensdorf; † 13. September 2009) war eine  deutsche Politikerin (SPD).
Sie war von 1969 bis 1972 Parlamentarische Staatssekretärin beim Bundesminister für wirtschaftliche Zusammenarbeit.

## Leben
Nach dem Abitur 1942 in Berlin studierte Brigitte Freyh Geschichte, Germanistik und Philosophie in Marburg, Hamburg und Frankfurt am Main. Während des Zweiten Weltkriegs arbeitete sie als Volksschullehrerin.
1949 trat sie dem Sozialistischen Deutschen Studentenbund bei und wurde 1951 Mitglied der SPD. 1959 war Freyh eine der Gründerinnen der Walter-Kolb-Stiftung in Frankfurt am Main zur Förderung des Zweiten Bildungsweges durch die Vergabe von Stipendien deren erste Geschäftsführerin sie wurde. Von 1973 bis 1981 war sie Kuratorin der Deutschen Stiftung für internationale Entwicklung. Von 1982 bis 1988 arbeitete sie für die deutsche Gesellschaft für Technische Zusammenarbeit.
Brigitte Freyh war von 1956 bis 1961 Ratsmitglied der Stadt Frankfurt/Main. Am 22. Dezember 1961 trat sie für den ausgeschiedenen Abgeordneten Georg-August Zinn in den Bundestag ein. Sie war dann bis 1972 Mitglied des Deutschen Bundestages. Sie ist 1961 über die Landesliste Hessen und sonst stets als direkt gewählte Abgeordnete des Wahlkreises Frankfurt II in den Bundestag eingezogen.
Brigitte Freyh wurde am 22. Oktober 1969 als Parlamentarische Staatssekretärin beim Bundesminister für wirtschaftliche Zusammenarbeit in die von Bundeskanzler Willy Brandt geführte Bundesregierung berufen. Nach der Bundestagswahl 1972 schied sie am 15. Dezember 1972 aus dem Amt.